# 唐群
唐群（1955年7月31日—），中國女演員暨聲樂家，出生于上海，畢業於上海音樂學院聲樂系，後來成為上海樂團獨唱演員、上海歌劇院演員。
唐群從小學習聲樂，七、八歲時就登臺演唱，舞台演出經驗豐富。2011年她以《到阜陽六百里》的中年鐘點工謝琴一角，獲頒第48屆金馬獎最佳女配角獎。

## 作品

### 電影
- 红蜘蛛（1988）——盛樱
- 財緣萬歲（2010）——王太太
- 到阜陽六百里（2011）——謝琴
- 聽風者（2012）
- 甜心巧克力（2012）
- 喜劇王（2013）

### 電視劇
- 官场现形记（1997）
- 夫妻冤家（1998）
- 一脚定江山（2000）
- 我的淘氣天使（2002）
- 天若有情（2005）
- 新醉打金枝（2005）
- 天下第一（2005）
- 百萬新娘（2006）
- 天若有情2（2006）
- 情鎖（2007）
- 愛情佔線（2008）
- 牽牛的夏天（2011）
- 盛女的黄金時代（2011）
- 格子間女人（2014）
- 大當家（2014）
- 《錦繡未央》（2016）
- 《那年花開月正圓》（2017）
- 《宸汐緣》（2019）
- 《我就是這般女子》（2021）

## 外部連結
- 唐群在互联网电影资料库（IMDb）上的資料（英文）（英文）
- 唐群在香港影庫上的簡介
- 唐群在豆瓣上的资料（简体中文）
- 唐群在时光网上的簡介（简体中文）